# 338274 Valančius
338274 Valančius è un asteroide della fascia principale. Scoperto nel 2002, presenta un'orbita caratterizzata da un semiasse maggiore pari a 2,9201926 au e da un'eccentricità di 0,1008971, inclinata di 8,04121° rispetto all'eclittica.
L'asteroide era stato inizialmente battezzato 338274 Valancius per poi essere corretto nella denominazione attuale.
L'asteroide è dedicato al vescovo e scrittore lituano Motiejus Kazimieras Valančius.